# Hermione Corfield

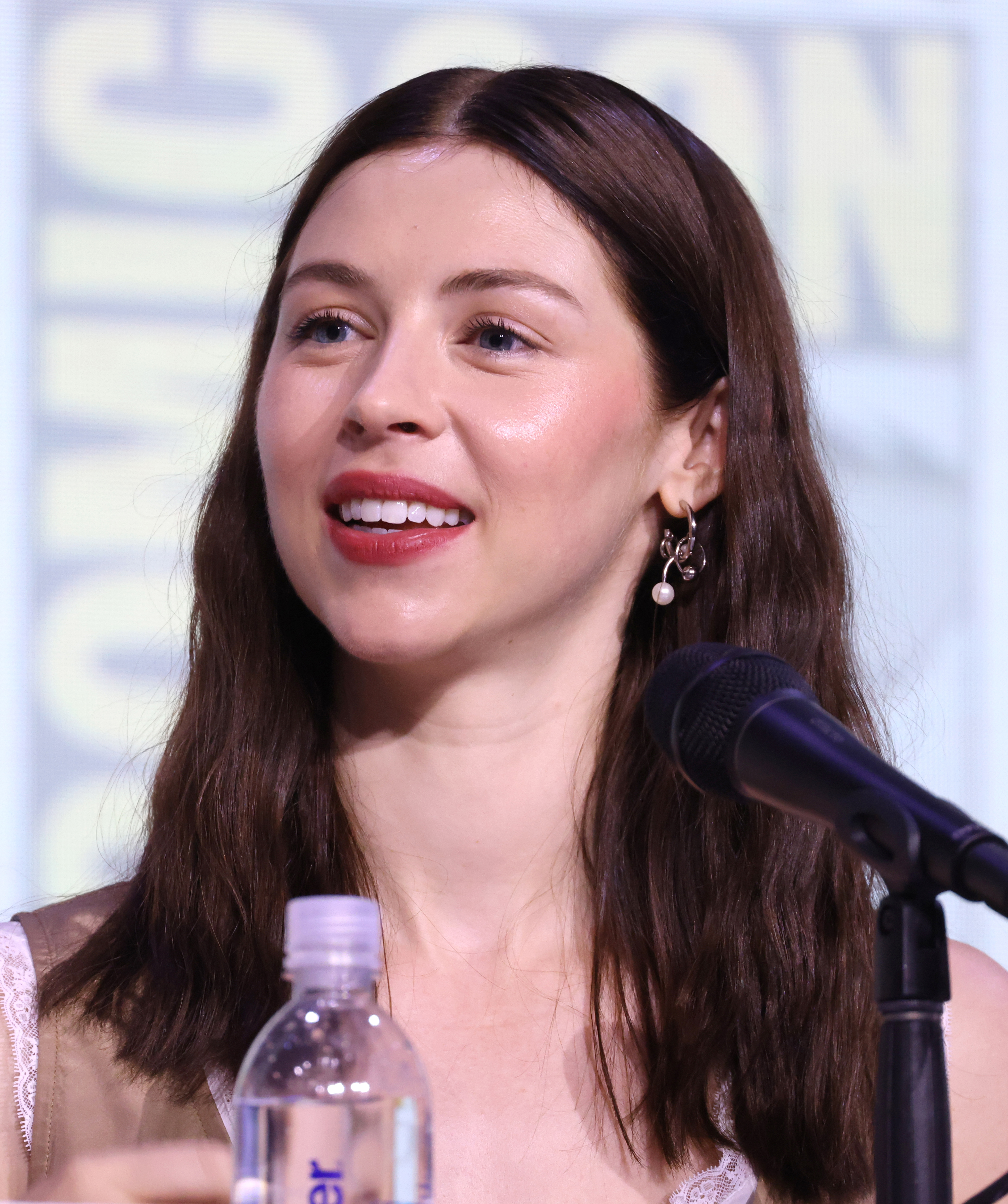
Hermione Corfield (2025)

Hermione Isla Conyngham Corfield (* 19. Dezember 1993 in London, England) ist eine britische Schauspielerin und ein Model.

## Leben und Karriere
Hermione Corfield wurde als eines von drei Kindern von John Corfield und Emma Willis in London geboren. Sie besuchte die Downe House School in der Nähe von Newbury in der Grafschaft Berkshire. Nach der Schule studierte sie Englische Literatur am University College London und nahm später an einem Schauspielkurs am Lee Strasberg Theatre and Film Institute teil.
Ihre erste Rolle vor der Kamera übernahm sie 2015 als Ann Kelmot im Film Mr. Holmes. Im selben Jahr war sie auch an der Seite von Tom Cruise in Mission: Impossible – Rogue Nation zu sehen. 2016 folgten Filmnebenrollen in Stolz und Vorurteil und Zombies und Fallen – Engelsnacht. 2017 war sie als Ainsley in XXx: Die Rückkehr des Xander Cage zu sehen, zudem war sie an King Arthur: Legend of the Sword beteiligt. Im Dezember 2017 folgte die Veröffentlichung von Star Wars: Die letzten Jedi, in der Corfield die Rolle einer Kampfpilotin übernahm.

## Filmografie
- 2015: Mr. Holmes
- 2015: Mission: Impossible – Rogue Nation
- 2016: Der junge Inspektor Morse (Endeavour, Fernsehserie, Episode 3x03)
- 2016: Stolz und Vorurteil und Zombies (Pride and Prejudice and Zombies)
- 2016: Fallen – Engelsnacht (Fallen)
- 2017: xXx: Die Rückkehr des Xander Cage (xXx: The Return of Xander Cage)
- 2017: The Halcyon (Fernsehserie, 8 Episoden)
- 2017: King Arthur: Legend of the Sword
- 2017: Bees Make Honey
- 2017: Star Wars: Die letzten Jedi (Star Wars: The Last Jedi)
- 2018: Hunter’s Creek – Gefährliche Beute (Rust Creek)
- 2019: Angriff aus der Tiefe (Sea Fever)
- 2019: Slaughterhouse Rulez
- 2019: Born a King
- 2020–2022: We Hunt Together (Fernsehserie, 12 Episoden)
- 2021: The Road Dance
- 2021: The Misfits – Die Meisterdiebe (The Misfits)
- 2023: A Million Days
- 2025: Fear Below